# Гастёнка
Гастёнка — село в Клинцовском районе Брянской области, в составе Гулёвского сельского поселения.

## География
Находится в западной части Брянской области на расстоянии приблизительно 12 км на юго-запад по прямой от железнодорожного вокзала станции Клинцы.

## История
Основано в 1740-х годах Ф.Случановским как хутор, позднее слобода. Первоначально входила в Новоместскую сотню Стародубского полка.  
В 1859 году здесь (деревня Новозыбковского уезда Черниговской губернии) учтено было 65 дворов, в 1892—165 дворов.
До 1974 - центр Гастёнского сельсеом совете; 
В 1974 - 1986 в Гулёвском сельском совете, 
В 1986 - 2005 в Туроснянском сельском совете.
До середины XX века — деревня, затем объединена с деревней Соловщина в село Гастёнка. В это время работал колхоз «Просвет». 

## Население
Численность населения: 517 человек (1859), 965 человек (1892), 1130 человек (1897), 77 человек (2002), 25 человек (2010), 28 человек (2013), 14 человек (2016), 14 человек (2017). 
Будет упразднен как фактически не существующий в связи с переселением всех жителей на постоянное место жительства в другие населённые пункты.